# ファビエンヌ・ボファン
ファビエンヌ・ボファン（Fabienne Boffin　1963年11月29日- ）はフランスの柔道選手。階級は48kg級と52kg級。段位は5段。

## 人物
1983年のヨーロッパ選手権48kg級で3位になると、1984年には2位となった。1986年のヨーロッパ選手権で3位になると、マーストリヒトで開催となった世界選手権では銅メダルを獲得した。その後階級を52kg級に上げると、1990年のヨーロッパ選手権で3位となった。1991年のヨーロッパ選手権でも3位になると、世界選手権では5位となった。しかし、翌年のバルセロナオリンピックには国内の代表争いに敗れて出場できなかった。

## 主な戦績
48kg級での戦績
- 1982年 - ドイツ国際　3位
- 1983年 - ヨーロッパ選手権　3位
- 1984年 - ヨーロッパ選手権　2位
- 1985年 - 福岡国際　3位
- 1986年 - ヨーロッパ選手権　3位
- 1986年 - 世界選手権　3位
- 1988年 - ソ連女子国際　優勝
- 1988年 - イギリス国際　優勝
- 1989年 - フランス国際　3位

52kg級での戦績
- 1989年 - ソ連女子国際　2位
- 1990年 - フランス国際　3位
- 1990年 - ポーランド国際　優勝
- 1990年 - ヨーロッパ選手権　3位
- 1991年 - フランス国際　3位
- 1991年 - ヨーロッパ選手権　3位
- 1991年 - 世界選手権　5位